# Luftangriff auf Darwin
Der Luftangriff auf Darwin durch japanische Luftstreitkräfte, der Kidō Butai, am 19. Februar 1942 war der erste und zugleich der schwerste von 97 Luftangriffen in Australien von 1942 bis 1943. Es war eine militärische Auseinandersetzung im Pazifikkrieg während des Zweiten Weltkriegs. Dieser Angriff, einige Wochen nach dem Beginn der Feindseligkeiten mit dem Kaiserlichen Japan, hatte weitreichende psychologische Auswirkungen auf die australische Bevölkerung, die auch Darwin Panic genannt wird. Das Ereignis wird oft als Angriff auf Australiens Pearl Harbor bezeichnet. Obwohl Darwin ein weniger bedeutendes militärisches Ziel war, wurden mehr Bomben abgeworfen als während des Angriffs auf Pearl Harbor. Wie auch Pearl Harbor war Darwin nicht auf den Angriff vorbereitet.

## Vor Angriffsbeginn

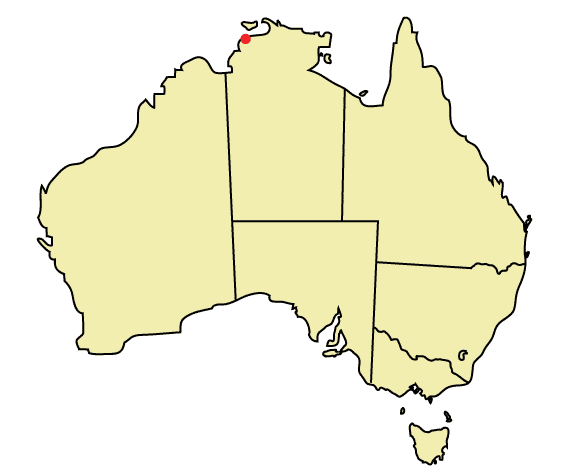
Lage von Darwin auf dem australischen Kontinent

Darwin hatte zum Zeitpunkt des Angriffs eine Zivil-Bevölkerung von etwa 2000 Menschen, etwa 3000 Einwohner waren zuvor evakuiert worden. Der Ort war strategisch als Kriegshafen und Luftwaffenbasis von Bedeutung. Etwa 15.000 alliierte Soldaten waren in diesem Gebiet stationiert.
Die japanische Streitmacht war vier Tage vor der Bombardierung mit vier Flugzeugträgern, zwei Schlachtschiffen, drei Kreuzern und neun Zerstörern von Palau ausgelaufen und startete ihren Angriff von der Bandasee aus. Die meisten der angreifenden Flugzeuge starteten von den japanischen Flugzeugträgern Akagi und Kaga. Von der Hiryū und Sōryū und von Land startende schwere Bomber waren ebenso beteiligt. Die japanischen Luftstreitkräfte griffen in zwei Angriffswellen an, an denen insgesamt 242 Flugzeuge beteiligt waren.
In Darwin befanden sich kaum nennenswerte Flugabwehrwaffen. Die einzige Einheit mit schweren Flakgeschützen war die 14th Heavy Anti-Aircraft Battery, die in Darwin auf verschiedenen Positionen stationiert war und den Hafen sicherte. Die 14th Heavy Anti-Aircraft Battery war mit 16 QF-3.7-inch-AA-Geschützen und zwei 3-inch-AA-Geschützen ausgerüstet. Diese Einheit hatte aber vor dem Angriff der Japaner niemals mit scharfer Munition geübt. Auf Übungen mit scharfer Munition wurde verzichtet, um die Bevölkerung nicht zu verunsichern. Es gab sonst nur einige leichte Lewis Gun Maschinengewehre und keine anderen Flak-Geschütze. Die Flug-Kampfgruppen der Royal Australian Air Force (RAAF) befanden sich in Europa, Nordafrika oder im Mittleren Osten.
Die einzigen modernen Jagdflugzeuge während des Angriffs waren zehn einsatzfähige und zwei nichteinsatzfähige P-40E Kittyhawk, der Far East Air Force 33rd Pursuit Squadron (Provisional) der United States Army Air Forces. Es gab sonst noch einige leicht bewaffnete oder veraltete Schulflugzeuge wie die fünf Wirraways und sechs Hudson der RAAF, die lediglich für Patrouillenflüge geeignet waren. Eine Radarstation im Experimentalstadium und die fünf Wirraways waren nicht einsatzbereit.
Die P-40 hatten am 15. Februar 1942 in Darwin eine Zwischenlandung gemacht. Eine der Maschinen war nach der Landung so beschädigt, dass sie längerfristig repariert werden musste. Zu diesem Zeitpunkt bildete eine einzige andere P-40 den Jagdflugzeugschutz für Darwin, da eine zweite dort stationierte P-40 bei einem Einsatz zur Verteidigung eines Konvois verschollen war. Am 19. Februar startete die 33rd Pursuit Squadron (Provisional) um 9.00 Uhr morgens mit zehn P-40 zum Kupang-Flughafen auf Timor. Dabei nahm sie auch die letzte P-40, die in Darwin stationiert war, mit. Eine B-17E flog als Navigationsflugzeug der Jagdflieger mit. Die Flugzeuge kehrten wegen des schlechten Wetters über Kupang nach 20 Minuten Flugzeit um, während die B-17 allein nach Bali flog. Bei der Rückkehr landeten fünf P-40. Die anderen fünf P-40 wurden auf Patrouillenflug geschickt. Die Piloten der Jagdflugzeuge waren relativ unerfahren. Lediglich einer von ihnen, 2nd Lt. Robert G. Oestreicher, hatte mehr als 20 Flugstunden auf einer P-40 absolviert.

## Angriff am 19. Februar

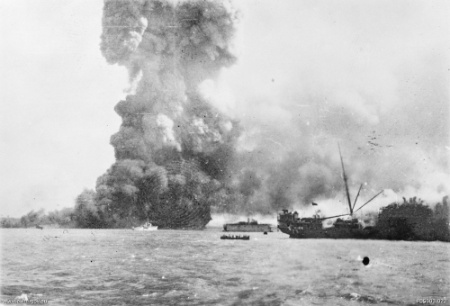
Die Neptuna explodierte im Stokes Hill Wharf. Vor der Explosionssäule ist die Vigilant zu sehen, die Rettungsarbeiten unternahm. In der Mitte im Hintergrund ist das geflutete Trockendock zu erkennen, in dem sich die Korvette Katoomba befand. Im Vordergrund befindet sich die beschädigte Zealandia.

Die erste Welle mit 188 japanischen Kampfflugzeugen, geführt von Kapitän zur See Fuchida Mitsuo, hob um 8.45 Uhr von den Flugzeugträgern ab.
Etwa um 9.15 Uhr wurde die fliegende Streitmacht durch die Küstenwache auf Melville-Insel (umstritten bei Robert Rayner in seinem Buch Darwin Fortress) und anschließend durch John McGrath, einen katholischen Priester, der als Missionar auf Bathurst Island tätig war, gemeldet. Pfarrer McGrath sandte die Nachricht: „An unusually large air formation bearing down on us from the northwest.“ (deutsch: „Eine ungewöhnlich große Luftstreitmacht überquert uns von Nordwesten.“). Darwin erreichten beide Funkwarnungen spätestens 9.37 Uhr. Diese Warnungen wurden nicht ernst genommen, wie auch zwei Monate zuvor beim japanischen Angriff auf Pearl Harbor. Der diensthabende Offizier wertete die Berichte als Meldung über die zurückfliegenden US-Jagdflugzeuge. Damit verstrich die Chance, sich in letzter Minute gegen den Angriff zu wappnen und Alarm auszulösen.
Ein US-Wasserflugzeug, eine PBY Catalina, wurde bei Bathurst Island von neun japanischen Jagdflugzeugen angegriffen. Beim Angriff wurde die Catalina in Brand geschossen. Der Pilot Lieutenant Thomas Moorer konnte kontrolliert in der See wassern. Die Flugzeug-Mannschaft wurde von dem in der Nähe befindlichen Frachter Florence D gerettet. Lieutenant Moorer wurde später Chief of Naval Operations und Chairman of the Joint Chiefs of Staff. Obwohl die Florence D anschließend angegriffen und versenkt wurde, überlebten die meisten Mannschaftsmitglieder und konnten danach gerettet werden. Ein anderes Schiff in der Nähe, die Don Isidro, wurde ebenfalls versenkt.

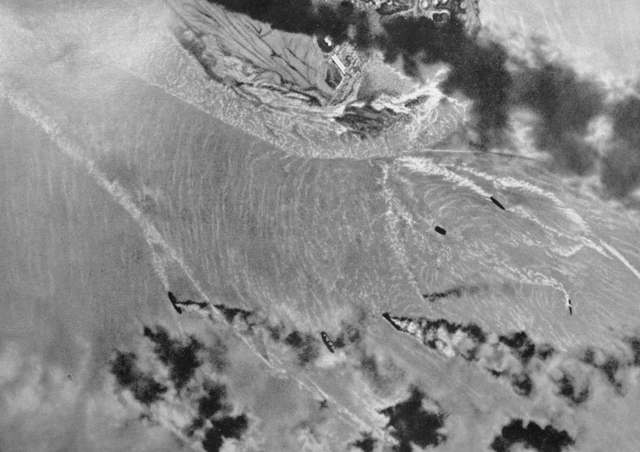
Die Luftaufnahme eines japanischen Fotografen zeigt die brennenden Schiffe im Hafen von Darwin während des ersten Angriffs.

Die fünf P-40 auf Patrouillenflug wurden von hinten aus Richtung Inland von japanischen Mitsubishi A6M „Zero“-Jagdflugzeugen angegriffen. Die japanischen Flugzeuge griffen Darwin nicht vom Meer aus an, sondern sie flogen vorher einen Bogen, um aus Richtung Inland anzugreifen. Mit der größeren Anzahl von Flugzeugen, dem Überraschungsmoment und der Erfahrung auf ihrer Seite schossen die japanischen Jägerpiloten innerhalb kurzer Zeit vier US-Jagdflugzeuge ab, bis auf das des Piloten Oestreicher. Die zweite Gruppe von fünf P-40-Jagdfliegern versuchte zu starten. Zwei der Jäger wurden noch am Boden, ein Flugzeug beim Starten auf der Landebahn zerstört. Die restlichen zwei Jagdflugzeuge wurden in der Luft abgeschossen. Nach Abflug der ersten Angriffswelle konnte der letzte beschädigte US-Jäger landen und der Pilot die Maschine verlassen, bevor auch dieses Flugzeug bei der zweiten Angriffswelle zerstört wurde. Vier der zehn US-Piloten wurden getötet.
Insgesamt 81 Nakajima B5N „Kate“-Torpedo-Kampfflugzeuge griffen die 47 Frachtschiffe im Hafen an. Während 71 Aichi D3A Val-Sturzkampfbomber, eskortiert von 36 Mitsubishi A6M-Jagdflugzeugen, die Luftwaffenbasis der RAAF, den zivilen Flughafen und das Krankenhaus angriffen. Etwa um 10.40 Uhr verließ die erste Welle der japanischen Flugzeuge das Kampfgebiet. Alle alliierten Flugzeuge, die sich in der Luft befanden oder aufstiegen, wurden zerstört oder waren nach dem ersten Angriff nicht mehr einsatzfähig. Nur zwei von den in der Luft befindlichen Piloten überlebten den Angriff. Dem US-Piloten Oestreicher wurde von der USAAF der Abschuss eines Val-Sturzkampfbomber bestätigt, während der zweite angegebene Abschuss nicht anerkannt wurde. Ein vom zweiten überlebenden US-Piloten John G. Glover gemeldeter Abschuss wurde nicht bestätigt.
Fuchida Mitsuo schrieb später über den Angriff:

“The job to be done seemed hardly worthy of the Nagumo Force. The harbour, it is true, was crowded with all kinds of ships, but a single pier and a few waterfront buildings appeared to be the only port installations. The airfield on the outskirts of the town, though fairly large, had no more than two or three small hangars, and in all there were only twenty-odd planes of various types scattered about the field. No planes were in the air. A few attempted to take off as we came over but were quickly shot down, and the rest were destroyed where they stood. Anti-aircraft fire was intense but largely ineffectual, and we quickly accomplished our objective.”

„Der Auftrag schien der Nagumo-Streitkraft kaum würdig. Der Hafen, das ist wahr, war mit Schiffen von allerlei Typen gefüllt, aber ein einzelner Pier und einige an der Uferlinie befindliche Gebäude waren die einzigen Baulichkeiten im Hafen. Der Flughafen an der Peripherie der Stadt, obwohl ziemlich groß, hatte nicht mehr als drei kleine Hangars, und es gab nur wenig mehr als 20 unterschiedliche Flugzeuge, die über das Gelände verteilt waren. Kein Flugzeug befand sich in der Luft. Als wir ankamen, versuchten einige zu starten, aber sie wurden schnell abgeschossen und der Rest wurde auf ihren Standplätzen zerstört. Das Feuer der Flugabwehr war zwar intensiv aber ineffektiv, und wir hatten unsere Aufgabe schnell erledigt.“

Kurz vor Mittag erfolgte der zweite Angriff aus großer Höhe durch auf Land stationierte japanische Bomber, der sich auf den Militärflugplatz von Darwin konzentrierte. Daran beteiligt waren 27 Mitsubishi G3M Nell, die von Ambon-Insel und 27 Mitsubishi G4M Betty, die von Kendari auf Sulawesi gestartet waren. Beim zweiten japanischen Angriff, der 20 bis 25 Minuten dauerte, konnte kein einsatzfähiges alliiertes Flugzeug mehr zur Abwehr eingesetzt werden.

## Nachbetrachtungen

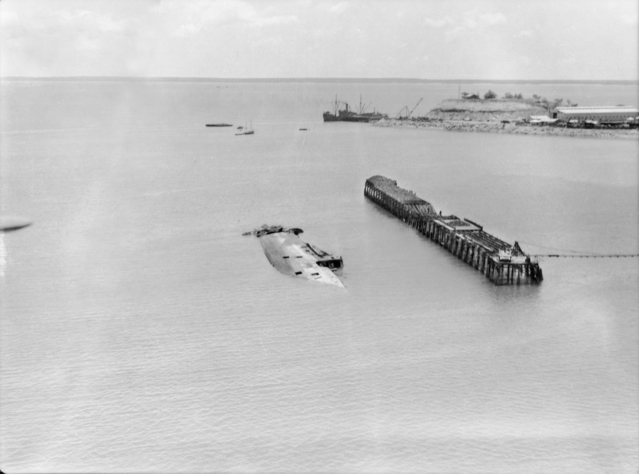
Die gesunkene Neptuna und die ausgebrannten Hafenanlagen von Darwin nach dem Angriff der AWM 027334

### Opfer

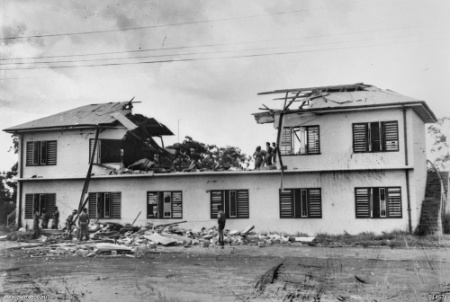
Zerstörtes Haus

Die Anzahl der getöteten Menschen während des Angriffs am 19. Februar wird sehr unterschiedlich angegeben. Die Lowe Commission, die den Angriff im März 1942 untersuchte, identifizierte 243 Opfer und nahm (da einige unidentifizierbar waren) an, dass sich die Anzahl auf ungefähr 250 beliefe. Einige Forscher und Offizielle der Regierung, einschließlich John Bradford, der Buchautor von In the Highest Traditions – RAN Heroism Darwin 19 February 1942, Dr. Peter Stanley, der leitende Historiker des Australian War Memorials und Autor zahlreicher Bücher über die historische Militärgeschichte Australiens, Tom Womack, Autor von The Dutch Naval Air Force against Japan, Paul Rosenzweig (Autor von Darwin 1942: A Reassessment of the first Raid Casualties), und Admiral Kevin Scarce, der Gouverneur von South Australia gehen davon aus, dass es 250 bis 262 Opfer gab.
Allerdings wurde 2011 in Darwin ein Denkmal enthüllt, das 292 Opfer nennt. Die Plakette zählt 10 Matrosen auf, die auch getötet wurden und sich außerhalb der USS William B. Preston befanden, allerdings nennt die US Navy 13 und Peter Grose, Autor des Buches An Awkward Truth bestätigt weitere Gefallene auf der USS William B. Preston und damit ist für ihn die Anzahl von 297 bekannten Getöteten der genaueste Wert, der je ermittelt wurde … die Gesamtzahl dürfte ein wenig über 310 oder 320 liegen. Im Jahr 2000 sprach vor Überlebenden in Darwin der Historiker Peter Forrest, der den Angriff in einem nicht veröffentlichten Buch untersuchte, und antwortete auf die Frage eines Journalisten, dass der erste japanische Luftangriff sicherlich mehr als doppelt so viele Leben gekostet habe wie die offiziell genannte Zahl von 243, aber zwei Jahre später verringerte er die Anzahl auf „maximal zweimal 243“.
Andere Schätzungen setzen die Opferzahlen wesentlich höher an. Ein Soldat, der beim Angriff überlebte, gab an, dass er Lastkähne gefüllt mit menschlichen Körpern gesehen habe, die auf See beigesetzt wurden. Ein Mitglied des Beerdigungsteams sprach von unidentifizierten Opfern, die von einem Bulldozer in ein großes Massengrab geschoben wurden, was in anderen Quellen bestätigt wurde. Darwins Bürgermeister Jack Burton schätzte, dass 900 Menschen getötet wurden. Harry Macredie, der Überlebende und Verletzte aus dem Hafen versorgte, sagte: “we definitely estimate over 1,000” (deutsch: „Wir schätzen, dass es bestimmt mehr als 1000 waren“). Rex Ruwoldt, einer der damaligen Soldaten, sagte, dass der Geheimdienst in einem Telefonat einige Tage nach dem Angriff, die Zahl von über 1100 Getöteten nannte. Übereinstimmend mit einer AP-Meldung anlässlich des 50. Jahrestages des Angriffs “some estimates say as many as 1,000 died” (deutsch: „gehen einige Schätzungen davon aus, dass mehr als 1000 getötet wurden“). Bradford und Forrest erklärten, dass Überlebende aussagten, dass es mehr als 1500 waren.
Stanley, Grose, Rosenzweig und Tom Lewis verwarfen diese Zahlen. Die Vorgenannten korrigierten, “it was certainly not the 1,024 claimed recently in unsubstantiated reports” (deutsch: „Es waren sicherlich keine 1024, wie unlängst in unbelegten Berichten erwähnt.“) und Grose schrieb “numbers such as 1,100 are fancifully high” (deutsch: „Zahlen wie 1100 sind fantasiereich hoch“).
Im Gegensatz dazu gibt es kaum Auseinandersetzungen über die Anzahl der Verwundeten im Verlauf des Angriffs. Die Lowe Commission schätzte zwischen 300 und 400 Verwundete. Lewis gab an, dass die Zahl über 400 liege, darunter ungefähr 200 ernsthaft verwundete Soldaten. Womack schrieb, dass 311 verwundet seien. Der australische Militärhistoriker Chris Coulthard-Clark bezifferte sie auf insgesamt zwischen 250 und 320. Grose schrieb: “[…] if 900 or 1100 died, why were the numbers of injured so low? The count of the injured is more accurate, because they were treated in hospital or shipped out aboard the Manunda [a hospital ship]. The hospitals and Manunda noted names and numbers of those they treated” (deutsch: „Falls 900 oder 1100 starben, warum war die Anzahl der Verwundeten so niedrig? Die Zählung der Verletzten ist genauer, weil sie in ein Spital oder auf die Manunda [ein Lazarettschiff] gebracht wurden. Das Spital und die Manunda erfassten Namen und Zahlen von denjenigen, die sie aufnahmen“).

### Schiffe

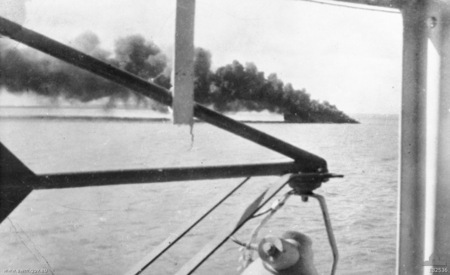
Die brennende Peary, die sank

Acht Schiffe wurden im Hafen von Darwin versenkt:
- Zwei Kriegsschiffe der USA:
  - USS Peary, ein Zerstörer
  - USAT Meigs, ein großer Truppentransporter
- Zwei Passagierschiffe, die als Truppentransporter verwendet wurden:
  - Neptuna
  - Zealandia
- Weitere Schiffe:
  - HMAS Mavie, ein australisches Patrouillenboot
  - Mauna Loa, ein 5436-t-US-Handelsfrachtschiff[30]
  - MV British Motorist, ein in Großbritannien registriertes Tankschiff, das die USS Peary zur Zeit des Angriffs betankte.[31]
  - Kelat, ein 1849-t-Kohle-Transportschiff.[32]

Unter den beschädigten (aber nicht zerstörten) Schiffen befand sich das Lazarettschiff Manunda. Die USS William B. Preston, ein früherer Zerstörer der als Flugzeugmutterschiff für Wasserflugzeuge genutzt wurde, konnte den Hafen noch verlassen und wurde auf See angegriffen und schwer beschädigt.

### Flugzeuge

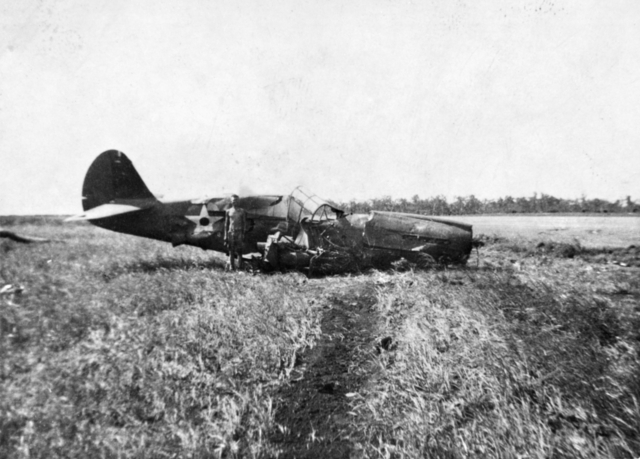
Abgeschossenes US-Jagdflugzeug, eine P-40E

Die USAAF verlor zehn P-40E Kittyhawk, einen Bomber vom Typ Consolidated B-24, drei Transportflugzeuge C-45 und drei Wasserflugzeuge vom Typ PBY Catalina außerhalb des Hafens. Die RAAF verlor sechs Lockheed Hudsons.

## Chaos in Darwin
Der Angriff verursachte in Darwin ein Chaos. Die grundlegende Versorgung, wie Trinkwasser- und Elektrizitätsleitungen, wurde schwer beschädigt oder zerstört. Furcht vor einer bevorstehenden Invasion, die Darwin Panic genannt wurde, breitete sich aus, und eine Flüchtlingswelle entstand, als die Hälfte der zivilen Bevölkerung aus der Stadt floh. Es gibt Berichte der Militärpolizei von Plünderungen. Offiziellen Berichten zufolge desertierten 278 Soldaten der RAAF infolge des Angriffs, obwohl diese Desertationen meistens die Folge der mehrdeutigen Befehle des RAAF-Bodenpersonals nach dem Angriff waren. Nach dem zweiten Angriff der japanischen Luftwaffe merkte der örtliche RAAF-Geschwaderkommandant Sturt Griffith an:

“[…] summoned his senior administrative officer, Squadron Leader Swan, and gave a verbal order that all airmen were to move half a mile down the main road and then half a mile inland. At this vague rendezvous point […] arrangements would be made to feed them. The order led to utter chaos. In being passed by word of mouth from one section to another, sometimes with officers present and sometimes not, it became garbled to the extent it was unrecognizable against the original. In its ultimate form it was interpreted, especially by those desiring such an interpretation, of an impending order for immediate and general evacuation of the area. Highly exaggerated rumours of an impending Japanese invasion had already reached the base from the town and spread quickly among those wanting to believe them. In the absence of restraint, men gathered their belongings and leaving their Stations”

„[…] entsprechend seinem vorgesetzten Offizier, Geschwaderkommandant Swan, wurde mündlich der Befehl erteilt, dass sich alle Luftwaffensoldaten eine halbe Meile die Hauptstraße hinab und dann eine halbe Meile Richtung Landesinneres zu begeben hatten. Bei diesem unklaren Sammelpunkt […] würden weitere Anordnungen empfangen. Dieser Befehl führte zu blankem Chaos. Mündlich von einer Abteilung zur nächsten weitergegeben, nur teilweise in Anwesenheit von Offizieren, wurde er bis zur Unkenntlichkeit verstümmelt. Schließlich wurde er (vor allem von denen, die es so sehen wollten) so interpretiert, daß eine sofortige und allgemeine Räumung des Gebietes bevorstehe. Hochgradig übersteigerte Gerüchte einer bevorstehenden japanischen Invasion hatten das Zentrum der Stadt erreicht und verbreiteten sich rasch unter denjenigen, die sie glauben wollten. Hemmungslos suchten die Männer ihre Habseligkeiten zusammen und verließen ihre Kampfstationen.“

Es kam zu massiven Plünderungen durch australische Soldaten an privatem Eigentum wie “furniture, refrigerators, stoves, pianos, clothes [and] even children’s toys” (deutsch: „Möbel, Kühlschränken, Herden, Klavieren, Kleidungsstücken [und] sogar Kinderspielzeug“). Zahlreiche Flüchtende kehrten niemals zurück oder blieben Jahre weg. Als sie in den Nachkriegsjahren zurückkamen, mussten einige von ihnen erfahren, dass ihr Eigentum in Darwin während ihrer Abwesenheit von australischen Regierungsstellen in Besitz genommen worden war.

## Spätere japanische Luftangriffe
Nach dem ersten Angriff am 19. Februar verließen die alliierten Seestreitkräfte die Militärbasis in Darwin und dislozierten die meisten ihrer Schiffe nach Brisbane, Fremantle und anderen kleinen Häfen.
Im Gegensatz hierzu begann das alliierte Luftkommando mit dem Wiederaufbau im Gebiet von Darwin. Man baute weitere Landebahnen und stationierte zahlreiche Geschwader. Bis zum 17. März blieben Darwin und das nahegelegene Flugfeld ohne militärischen Luftschutz; danach war die No 49th US-Fighter Group stationiert, die in den folgenden fünf Monaten 72 japanische Flugzeuge abschoss und selbst 17 verlor. Anschließend wurde sie im August durch die No 77 Squadron RAAF ersetzt und im Oktober kam die 76 Squadron RAAF hinzu. Die Stationierung weiterer Luftgeschwader wie die No 1 Fighter Wing mit drei Geschwadern mit den moderneren Spitfire-Kampfflugzeugen folgte.
In der Zeit vom 4. März 1942 bis zum 12. November 1943 nach dem massiven Angriff am 19. Februar 1942 bombardierten die Japaner 64-mal Gebiete im Northern Territory und im nördlichen Western Australia, darunter Broome, Derby, Port Hedland und Wyndham. Außerdem wurden in Queensland Townsville und Cairns von Japanern aus der Luft angegriffen.
Eine der stärksten Attacken auf Darwin ereignete sich am 16. Juni 1942, als eine starke japanische Luftstreitmacht die Treibstofftanks um Darwins Hafen in Brand setzte und schwere Zerstörungen an den leeren Hafenanlagen, Lagerhäusern und Bahnhöfen verursachte. Das letzte japanische Flugzeug wurde am 25. Juni 1944 im Gebiet von Darwin abgeschossen.

## Nachwirkung
Die vier Flugzeugträger Akagi, Kaga, Hiryū und Sōryū, die an der Bombardierung von Darwin beteiligt waren, wurden im Juni 1942 in der Schlacht von Midway versenkt.
Eine jährlich stattfindende Gedenkfeier wird am 19. Februar am Kenotaph in Darwin abgehalten. Sie beginnt um 9:58 Uhr, zum Zeitpunkt der ersten Attacke.
Der Angriff wird im Film Australia als filmisches Hauptereignis dargestellt.